# District de Domažlice
Le district de Domažlice (en tchèque : okres Domažlice) est un des sept districts de la région de Plzeň en Tchéquie. Son chef-lieu est la ville de Domažlice.

## Liste des communes
Le 1er janvier 2021, la ville de Holýšov et huit communes environnantes (Bukovec, Čečovice, Černovice, Horní Kamenice, Kvíčovice, Neuměř, Štichov et Všekary) ont été détachées du district de Domažlice et réunies au district de Plzeň-Sud. 
Le district compte désormais 76 communes, dont sept ont le statut de ville (město, en gras) et trois celui de bourg (městys, en italique) :
Babylon -
Bělá nad Radbuzou -
Blížejov -
Brnířov -
Čermná -
Česká Kubice -
Chocomyšl -
Chodov -
Chodská Lhota -
Chrastavice -
Díly -
Domažlice -
Drahotín -
Draženov -
Hlohová -
Hlohovčice -
Hora Svatého Václava -
Horšovský Týn -
Hostouň -
Hradiště -
Hvožďany -
Kanice -
Kaničky -
Kdyně -
Klenčí pod Čerchovem -
Koloveč -
Kout na Šumavě -
Křenovy -
Libkov -
Loučim -
Luženičky -
Meclov -
Mezholezy u Černíkova -
Mezholezy u Horšovského Týna -
Milavče -
Mířkov -
Mnichov -
Močerady -
Mrákov -
Mutěnín -
Nemanice -
Němčice -
Nevolice -
Nová Ves -
Nový Kramolín -
Osvračín -
Otov -
Pařezov -
Pasečnice -
Pec -
Pelechy -
Poběžovice -
Pocinovice -
Poděvousy -
Postřekov -
Puclice -
Rybník -
Semněvice -
Spáňov -
Srbice -
Srby -
Staňkov -
Stráž -
Tlumačov -
Trhanov -
Úboč -
Újezd -
Únějovice -
Úsilov -
Velký Malahov -
Vidice -
Vlkanov -
Všepadly -
Všeruby -
Zahořany -
Ždánov

## Principales communes
Population des dix principales communes du district au 1er janvier 2024 et évolution depuis le 1er janvier 2023 :	
| Domažlice            | 11 155 | en diminution   |
| Kdyně                | 5 139  | en diminution   |
| Horšovský Týn        | 5 227  | en augmentation |
| Staňkov              | 3 392  | en augmentation |
| Bělá nad Radbuzou    | 1 729  | en augmentation |
| Blížejov             | 1 638  | en augmentation |
| Poběžovice           | 1 523  | en diminution   |
| Klenčí pod Čerchovem | 1 459  | en augmentation |
| Hostouň              | 1 216  | en augmentation |
| Meclov               | 1 199  | en diminution   |